# شعار

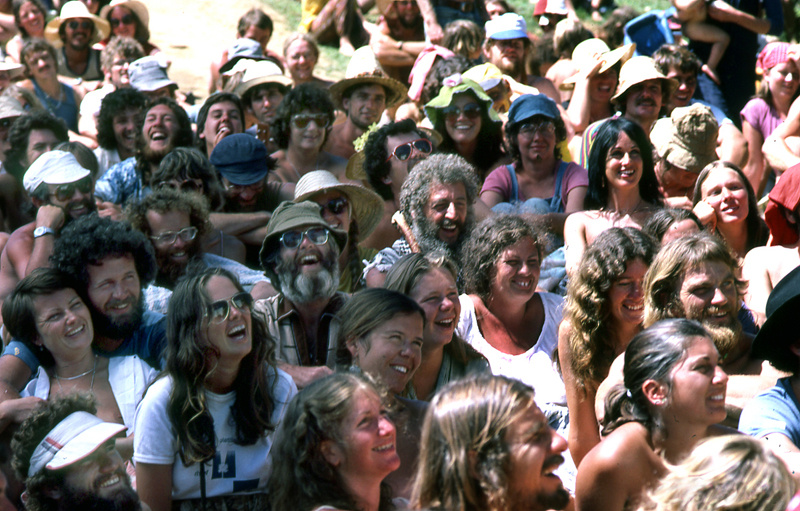
عشق‌بازی کنید، نه جنگ شعاری فراگیر در ایالات متحده

شعار دارای معانی متفاوت و عمیقی است: 
- در اصطلاح مردم، شعار به معنی جملات آهنگینی است که برای بیان نظرهای جمعی (سیاسی، اجتماعی، فرهنگی، هنری، پزشکی، آشپزی) به وسیله جمع یا گروهی یا صنفی بیان می‌گردد. که در گذشته اعراب نیز در میدان‌های جنگ استفاده می‌کردند که به رجز معروف است.[۱]
- شعار به معنی نشان و علامت که نشانهٔ گروهی از مردم که بوسیلهٔ آن یکدیگر را عبرت بدهند.[۲]
- نشان و علامت سلطان عادل یا امیر نالایق یا خرقه‌ای چون علم سیاه یا سفید و یا کلمه‌ها که طریقه و آیین و خصوصیات اخلاقی و علایق او را نمودار سازد.[۱]
- جمله‌ای که در پایین نشان یا درفش یک منطقه دیده می‌شود.[۳]

## شعار (پرچم)

شعار الله اکبر که در پرچم ایران به شکل متفاوتی به صورت حاشیه میان رنگ‌ها نوشته‌شده‌است و شعار لا اله الا الله در وسط پرچم.

شعار (به انگلیسی: motto) به جمله‌ای که در پایین پرچم یا نشان یک منطقه سیاسی یا جغرافیایی نوشته می‌شود و این جمله بیان‌کننده دیدگاه و نظر مردم آن جامعه نسبت به سرزمین و محیط اطراف خود هست.

### شعار ایران
شعار رسمی ایران در زمان حکومت پهلوی مرا داد فرمود و خود داور است بود که این شعار به سبک غربی در پایین درفش در زیر علامت شیر و خورشید نوشته می‌شد و نشان شاهنشاهی ایران را شکل می‌داد.
بعد از انقلاب ۱۳۵۷ شعار ایران، به الله اکبر و استقلال، آزادی، جمهوری اسلامی تغییر یافت و فقط شعار جدید الله اکبر در پرچم ایران نوشته شد.

### شعار در نشان کشورهای دیگر
در نشان کشورهای دیگر مانند نشان شاهنشاهی ایران در دوره پهلوی، معمولاً شعار (به انگلیسی: Motto) در بخش پایینی نشان قرار می‌گیرد.